# Джаясімха I
Джаясімха I — індійський правитель Малави з династії Парамара.

## Правління
Імовірно, Джаясімха був сином Бходжі I. Коли останній помер, Малаву атакували союзники: цар Калачурі Карна і цар Чалук'їв Бхіма I. Цілком імовірно, що за таких умов Джаясімха й Удаядітья змагались за трон. Поет Білхана згадував, що  Вікрамадітья, син Сомешвари I з Західних Чалук'їв, допоміг відновити владу правителя Малави. Білхана не називає імені правителя, але, імовірно, ним був саме Джаясімха.